# HD 159176
HD 159176 — ярчайшая звезда в рассеянном скоплении NGC 6383 (созвездия Скорпиона). Она представляет собой тесную двойную систему из пары голубых звёзд спектрального класса O7. Компонент A с температурой 42500 К — одна из самых горячих известных звёзд. Его светимость исключительно высока (почти в 200 тыс. раз больше солнечной). Находится на расстоянии 4236 световых лет от Земли.
HD 159176 является эллипсоидальной переменной с малой амплитудой.

## Характеристики
Установлено, что наблюдаемое соотношение рентгеновской и болометрической светимости {\displaystyle L_{X}/L_{bol}=9,93\times 10^{-7}} почти в 7 раз больше ожидаемой {\displaystyle L_{X}/L_{bol}=1,48\times 10^{-7}} для одиночной звезды класса O. Отсутствие заметной переменности в рентгеновском спектре указывает на то, что наблюдаемые характеристики рентгеновского излучения не могут быть объяснены гидродинамической нестабильностью в области взаимодействия звёздных ветров.
Гидродинамическое моделирование, использующее книжные параметры, обнаружило непонятные несоответствия, самое поразительное из которых касается прогнозируемой рентгеновской светимости, которая на один или более порядков больше наблюдаемой. Заметное сокращение темпов потери массы компонентов системы по сравнению с величинами, приведёнными в литературе, смягчает несоответствие, но оно недостаточно для полной оценки наблюдаемой светимости.
HD 159176 — относительно яркая (видимая величина 5,7m) спектрально-двойная звезда, находящаяся в молодом рассеянном скоплении NGC 6374. Система была хорошо изучена в видимом и ультрафиолетовом свете.
Несколько наблюдений указывают на наличие взаимодействия звёздных ветров в HD 159176. Например, в оптическом спектре системы проявляется так называемый эффект Струве — Сааде, то есть линии поглощения у приближающейся звезды проявляются сильнее, хотя в ультрафиолетовом свете заметен обратный эффект. Причина этого эффекта пока ещё не установлена, но предполагается, что он связан с взаимодействием компонентов в двойной системе.
HD 159176 в созвездии Скорпиона